# Byrsonima brachybotrya
Byrsonima brachybotrya är en tvåhjärtbladig växtart som beskrevs av Franz Josef Niedenzu. Byrsonima brachybotrya ingår i släktet Byrsonima och familjen Malpighiaceae. Inga underarter finns listade i Catalogue of Life.